# Habsburg–Tiroli Izabella Klára főhercegnő
Habsburg–Tiroli Izabella Klára (ismert még mint Ausztriai Izabella Klára, németül: Isabella Clara von Österreich, olaszul: Isabella Clara d’Austria; Innsbruck, Habsburg Birodalom, 1629. augusztus 12. – Mantova, Mantovai Hercegség, 1685. február 24.), a Habsburg-ház tiroli ágából származó osztrák főhercegnő, V. Lipót tiroli gróf és Claudia de’ Medici leánya, Mária Leopoldina német-római császárné testvére, aki II. Gonzaga Károllyal kötött házassága révén Mantova, Monferrat, Nevers és Rethel hercegnéje 1659-ig, valamint Mayenne hercegnéje 1654-ig. Hitvese halálát követően és egyetlen gyermekük, Ferdinánd Károly herceg kiskorúsága okán a hercegség régense volt. 1671-ben azzal vádolva, hogy titkos házasságot kötött Carlo Bulgarini gróffal, kényszerítették, hogy orsolyita apácának álljon, majd így is halt meg 1685-ben.